# دیدارهای فوتبال ایران و بوسنی و هرزگوین
تیم ملی ایران و تیم ملی بوسنی و هرزگوین تاکنون ۸ بار در مقابل یکدیگر قرار گرفته‌اند. حاصل این بازیها، ۵ برد برای تیم ملی ایران و ۲ برد برای تیم ملی بوسنی و هرزگوین و ۱ تساوی بوده‌است 
در این بازی‌ها جمعاً ۳۳ گل به ثمر رسیده است که ۲۰ گل سهم تیم ایران و ۱۳ گل سهم تیم بوسنی و هرزگوین می‌باشد
در تنها دیدار رسمی بین این دو تیم در جام جهانی ۲۰۱۴ برزیل ایران با نتیجه ۳ بر ۱ مغلوب بوسنی شده‌است
دو بار ایران در خاک بوسنی موفق به شکست دادن این تیم شده‌است و تیم بوسنی نیز یکبار موفق به شکست دادن ایران در ورزشگاه آزادی تهران شده‌است

## اولین بازی
اولین بار این دو تیم در تاریخ ۲۱ شهریور ۱۳۷۲ در یک بازی دوستانه به مصاف هم رفتند که تیم ملی بوسنی و هرزگوین با نتیجه ۳ بر ۱ برنده از زمین خارج شد

## بهترین برد
بهترین برد ایران در برابر بوسنی و هرزگووین با نتیجه ۴ بر صفر در یک بازی دوستانه به دست آمده است و بهترین برد بوسنی و هرزگوین در برابر ایران دو نتیجه مشابه ۳ بر ۱ بوده است.

## فاصله بین بردها
تیم ملی ایران تجربه کسب برد در ۴ بازی متوالی در برابر تیم ملی بوسنی و هرزگوین را دارد
بیشترین فاصله‌ای که بین دو برد تیم ملی بوسنی و هرزگوین افتاده است پنج بازی می‌باشد.
بیشترین فاصله‌ای که بین دو برد تیم ملی ایران افتاده است دو بازی می‌باشد که تیم ایران در دو بازی اول موفق به شکست دادن تیم ملی بوسنی و هرزگوین نشده‌است.

## بررسی کلی بازیها
| بردهای ایران           | ۵ بازی |                       | گل‌های ایران | ۲۰ گل                                 |        | بازی‌های برگزار شده در ایران | ۴ بازی |
| مساوی                  | ۱ بازی | گل‌های بوسنی و هرزگوین | ۱۳ گل       | بازی‌های برگزار شده در کشور بی‌طرف      | ۱ بازی |                             |        |
| بردهای بوسنی و هرزگوین | ۲ بازی |                       |             | بازی‌های برگزار شده در بوسنی و هرزگوین | ۳ بازی |                             |        |
| مجموع بازی‌ها           | ۸ بازی | مجموع گل‌ها            | ۳۳ گل       | مجموع بازی‌ها                          | ۸ بازی |                             |        |

## عنوان بازیها
| #   | عنوان بازی       | تعداد بازی | برد ایران | برد بوسنی و هرزگوین | مساوی |
| --- | ---------------- | ---------- | --------- | ------------------- | ----- |
| ۱   | دوستانه          | ۷          | ۵         | ۱                   | ۱     |
| ۲   | جام جهانی فوتبال | ۱          | ۰         | ۱                   | ۰     |
| جمع | جمع              | ۸          | ۵         | ۲                   | ۱     |

## میزبان و میهمان
| بازیهایی که در ایران برگزار شده‌است            | بازیهایی که در ایران برگزار شده‌است | بازیهایی که در ایران برگزار شده‌است | بازیهایی که در ایران برگزار شده‌است |
| تیم                                           | برد                                | مساوی                              | باخت                               |
| --------------------------------------------- | ---------------------------------- | ---------------------------------- | ---------------------------------- |
| ایران                                         | ۳                                  | ۰                                  | ۱                                  |
| بوسنی و هرزگوین                               | ۱                                  | ۰                                  | ۳                                  |
| بازیهایی که در بوسنی و هرزگوین برگزار شده‌است. |                                    |                                    |                                    |
| تیم                                           | برد                                | مساوی                              | باخت                               |
| ایران                                         | ۲                                  | ۱                                  | ۰                                  |
| بوسنی و هرزگوین                               | ۰                                  | ۱                                  | ۲                                  |
| بازیهایی که در کشوری بی‌طرف برگزار شده‌است.     |                                    |                                    |                                    |
| تیم                                           | برد                                | مساوی                              | باخت                               |
| ایران                                         | ۰                                  | ۰                                  | ۱                                  |
| بوسنی و هرزگوین                               | ۱                                  | ۰                                  | ۰                                  |

## فهرست کلی بازیها
| # | تاریخ      | نتیجه بازی                  | ورزشگاه / شهر            | عنوان بازیها         | گلزنان |
| - | ---------- | --------------------------- | ------------------------ | -------------------- | --- |
| ۸ | ۱۳۹۹/۸/۲۲  | ایران ۲ - ۰ بوسنی و هرزگوین | سارایوو، بوسنی و هرزگوین | بازی دوستانه         | کاوه رضایی (۴۶) – مهدی قایدی (۱+۹۰) |
| ۷ | ۱۳۹۳/۴/۴   | ایران ۱ - ۳ بوسنی و هرزگوین | ایتایپاوا آرنا، سالوادور | جام جهانی ۲۰۱۴ برزیل | رضا قوچان نژاد (۸۲) ادین ژکو (۲۳) – میرالم پیانیچ (۵۹) – آودیا ورشایویچ (۸۳)                                                                 |
| ۶ | ۱۳۸۸/۵/۲۱  | ایران ۳ - ۲ بوسنی و هرزگوین | سارایوو، بوسنی و هرزگوین | بازی دوستانه         | مسعود شجاعی (۷۹) – آرش برهانی (۸۶) – آندرانیک تیموریان (۳+۹۰) ادین ژکو (۵۲ و ۶۵)                                                             |
| ۵ | ۱۳۸۵/۳/۱۰  | ایران ۵ - ۲ بوسنی و هرزگوین | آزادی، تهران             | بازی دوستانه         | مهرزاد معدنچی (۲۵) – رحمان رضایی (۴۴) – وحید هاشمیان (۲+۴۵) غلامرضا عنایتی (۸۸) – رسول خطیبی (۲+۹۰) زویزدان میسیمویچ (۵) – سرجی باربارز (۱۷) |
| ۴ | ۱۳۸۳/۱۱/۱۴ | ایران ۲ - ۱ بوسنی و هرزگوین | آزادی، تهران             | بازی دوستانه         | علی دایی (۳۸) – آرش برهانی (۷۳) ** اِلویر بالجیچ (۱۸)                                                                                         |
| ۳ | ۱۳۸۰/۵/۱۹  | ایران ۴ - ۰ بوسنی و هرزگوین | آزادی، تهران             | جام ال‌جی             | مهدی هاشمی‌نسب (۶) – علی دایی (۶۷ و ۹۰) – علی کریمی (۸۲)                                                                                      |
| ۲ | ۱۳۸۰/۴/۳۱  | ایران ۲ - ۲ بوسنی و هرزگوین | بیهاچ، بوسنی و هرزگوین   | بازی دوستانه         | سیروس دین‌محمدی (۱۶) – فراز فاطمی (۹۰) صعاد سفروویج (۸) – میروسلاو دوج موویچ (۱۲)                                                             |
| ۱ | ۱۳۷۲/۶/۲۱  | ایران ۱ - ۳ بوسنی و هرزگوین | آزادی، تهران             | بازی دوستانه         | حسن شیرمحمدی ** امیر بهلوویچ – اِلویر بالجیچ – اِمیر گرانوف                                                                                    |

## گلزنان

### گلزنان ایران
- ۳ گل : علی دایی
- ۲ گل : آرش برهانی
- ۱ گل : رضا قوچان نژاد – آندرانیک تیموریان – مسعود شجاعی – رسول خطیبی – غلامرضا عنایتی
وحید هاشمیان – رحمان رضایی – مهرزاد معدنچی – علی کریمی – مهدی هاشمی‌نسب
فراز فاطمی – سیروس دین‌محمدی – حسن شیرمحمدی-مهدی قایدی-کاوه رضایی

### گلزنان بوسنی و هرزگوین
- ۳ گل : ادین ژکو
- ۲ گل : اِلویر بالجیچ
- ۱ گل : میرالم پیانیچ – آودیا ورشایویچ – سرجی باربارز – زویزدان میسیموویچ
میروسلاو دوج موویچ – صعاد سِفروویج – اِمیر گرانوف – امیر بهلوویچ